# Юзбашылы Вторые
Юзбашылы́ Вторые (азерб. İkinci Yüzbaşılı) — село в Агдамском районе Азербайджана.

## Этимология
Название происходит от названия села Юзбашылы (ныне не существует).

## История
Первые упоминания села датированы концом XIX века.
Село Юзбашлу в 1913 году согласно административно-территориальному делению Елизаветпольской губернии относилось к Ахмедагалинскому сельскому обществу Шушинского уезда.
В 1926 году согласно административно-территориальному делению Азербайджанской ССР село относилось к дайре Хиндристан Агдамского уезда.
После реформы административного деления и упразднения уездов в 1929 году был образован Хындрыстанский сельсовет в Агдамском районе Азербайджанской ССР.
Согласно административному делению 1961 и 1977 года село Юзбашылы Вторые входило в Хындрыстанский сельсовет Агдамского района Азербайджанской ССР.
В 1999 году в Азербайджане была проведена административная реформа и был учрежден Хындрыстанский муниципалитет Агдамского района, куда и вошло село.

## География
Неподалёку от села протекает река Хачынчай.
Село находится в 29 км от райцентра Агдам, в 6 км от временного райцентра Кузанлы и в 330 км от Баку.
Высота села над уровнем моря — 252 м.

## Население
| Численность населения |
| 1979                  |
| --------------------- |
| 420                   |

## Климат
В селе холодный семиаридный климат.

## Инфраструктура
В 2015 году в селе для нужд хозяйства были вырыты субартезианские колодцы.